# 朱显谟
朱显谟（1915年12月4日—2017年10月11日），上海崇明人，中国土壤学家，黄河治理的重要功臣。

## 生平
1915年出生于江苏省崇明县（今上海市崇明区）。1940年毕业于国立中央大学农业化学系。1991年当选为中国科学院学部委员(院士)。中国科学院、水利部水土保持研究所名誉所长、研究员。
1940年朱显谟从中大农业化学系毕业后进入江西省地质调查所，后转入重庆北碚中央地质调查所土壤研究室工作；1949年在中国科学院南京土壤研究所任职；1959年前往中国科学院西北生物土壤研究所工作；1991年当选为中国科学院学部委员；1998年转为中国科学院资深院士；2017年10月11日在陕西省人民医院逝世，享年102岁 .